# Chetogena barbara
Chetogena barbara är en tvåvingeart som först beskrevs av Louis-Paul Mesnil 1939.  Chetogena barbara ingår i släktet Chetogena och familjen parasitflugor. Inga underarter finns listade i Catalogue of Life.